# 春ふたつ
『春ふたつ』（はるふたつ）は、たておか夏希による日本の漫画作品。

## 概要
『なかよし』（講談社）において、1995年連載された。全1話。恋愛をテーマの少女漫画にします。

## あらすじ
恭ちゃんはつーちゃんの学校に転入しました。

## 登場人物
恭ちゃん（きょうちゃん）
本作の主人公。
つーちゃん
つーちゃんと恭ちゃんは姉妹です。

## 書誌情報
たておか夏希 『春ふたつ』 講談社〈講談社コミックスなかよし〉、全1巻
- 1巻、1995年12月6日発行、ISBN 4-06-178821-3
  - 「男の子になりたい」「クツガナル」「サンタクロースの赤い服」が同時収録されている。